# Canthyloscelis apicata
Canthyloscelis apicata är en tvåvingeart som beskrevs av Edwards 1934. Canthyloscelis apicata ingår i släktet Canthyloscelis och familjen reliktmyggor. Inga underarter finns listade i Catalogue of Life.